# Palmovka (metropolitana di Praga)
Palmovka è una stazione della linea B della metropolitana di Praga.

## Storia
La stazione è stata attivata il 22 novembre 1990, come parte del prolungamento della linea B tra Českomoravská e Florenc.

## Strutture e impianti
La stazione è sotterranea ed è dotata di due binari, serviti da una banchina centrale.

## Servizi
La stazione è dotata di ascensori per le persone a mobilità ridotta.
- Biglietteria
- Servizi igienici

## Interscambi
- Fermata autobus (linea 109)[3]
- Fermata tram (linee 7, 8, 10, 12, 24, 29 e 31)[3]
- Fermata filobus (linea 58)[3]